# 603
El 603 (DCIII) fou un any comú començat en dimarts del calendari julià.

## Esdeveniments
- Primera menció escrita de Londres
- El papa Gregori Magne escriu una carta als monjos de l'illa de Cabrera, per amonestar-los sobre les seves pràctiques poc cristianes.